# 紫彩绣球
紫彩绣球（学名：Hydrangea sargentiana）为绣球花科绣球属下的一个种。

## 扩展阅读
- 維基物種上的相關：紫彩绣球